# Казадаевка
Казада́евка (баш. Казадаевка) — деревня в Стерлитамакском районе Республики Башкортостан Российской Федерации. Входит в состав Казадаевского сельсовета.

## География

### Географическое положение
Расстояние до:
- районного центра (Стерлитамак): 9 км,
- центра сельсовета (Новое Барятино): 4 км,
- ближайшей ж/д станции (Стерлитамак): 9 км.

## Население
| 2002 | 2009 | 2010 |
| ---- | ---- | ---- |
| 41   | ↗87  | ↘51  |

### Национальный состав
Согласно переписи 2002 года, преобладающая национальность — русские (71 %).